# N716 (België)
De N716 is een gewestweg in de Belgische provincies Limburg en Vlaams-Brabant. Deze weg vormt de verbinding tussen Herk-de-Stad en Sint-Truiden.
De totale lengte van de N716 bedraagt ongeveer 14,5 kilometer.

## Plaatsen langs de N716
- Herk-de-Stad
- Rummen
- Nieuwerkerken
- Sint-Truiden

## Aftakkingen

### N716a
De N716a is een verbindingsweg in Herk-de-Stad. De route verbindt de N716 met de N2d via de Sint-Truidersteenweg en Zoutbrugstraat.
De route heeft een lengte van ongeveer 450 meter.
Op sommige kaarten wordt de N716a aangegeven als route over de De Pierpontstraat en Doelstraat. Deze twee straten hebben tegenwoordig het wegnummer N716.

### N716b
De N716b is een voormalig wegnummer in Herk-de-Stad. De ongeveer 400 meter lange route ging over de Pierpontstaat en verbond daarbij de N716 met de N754. Tegenwoordig heeft dit weggedeelte het wegnummer N716.

### N716c
De N716c is een voormalig wegnummer in Herk-de-Stad. De ongeveer 500 meter lange route ging over de Doelstraat en verbond daarbij de N716b en N754 met de N2 en N2d. Tegenwoordig heeft deze route evenals de N716b het wegnummer N716 gekregen.